# Mercaptano da toronja
Mercaptano da toronja é o nome vulgar para um composto orgânico natural encontrado na toronja. É um monoterpenóide que contém um grupo funcional tiol (aka mercaptano). Estruturalmente um grupo hidróxi de terpineol é substituído pelo tiol no mercaptano de toronja, por isso também chamado tioterpineol. Tióis voláteis têm odores tipicamente muito fortes, muitas vezes desagradáveis que podem ser detectados por seres humanos em concentrações muito baixas. O mercaptano de toronja tem um odor muito potente, mas não desagradável, e é o constituinte químico principal responsável pela aroma da toronja.